# Qāẕī Jūb
Qāẕī Jūb (persiska: قاضی جوب, قازی جوب) är en ort i Iran.   Den ligger i provinsen Kurdistan, i den nordvästra delen av landet, 400 km väster om huvudstaden Teheran. Qāẕī Jūb ligger 1 753 meter över havet och antalet invånare är 298.
Terrängen runt Qāẕī Jūb är en högslätt.Runt Qāẕī Jūb är det ganska tätbefolkat, med 58 invånare per kvadratkilometer. Närmaste större samhälle är Dehgolān, 11,9 km sydväst om Qāẕī Jūb. Trakten runt Qāẕī Jūb består i huvudsak av gräsmarker.